# اسب کرد
اسب کُرد یا اسب کُردی یکی از نژادهای اسب سبک در جهان و متعلق به منطقه خاورمیانه است.

## تاریخچه
از اسب کُرد به عنوان یکی از قدیمی‌ترین نژادهای اسب در جهان یاد شده‌است. اگرچه سکونت انسان و اهلی کردن حیوانات در منطقهٔ زاگرس قدمتی بسیار طولانی دارد، اما در رابطه با پرورش اسب از کاسی‌ها به عنوان نخستین مردمی یاد می‌شود که در زاگرس اقدام به پرورش اسب کرده‌اند. در هزارهٔ دوم قبل از میلاد کاسی‌ها در دشت‌های پهناور منطقهٔ زاگرس ساکن شدند. کاسی‌ها به‌طور مداوم با همسایگان خود در نبرد بودند و برای جنگیدن به اسب و سوارکار نیاز داشتند و به همین منظور به پرورش اسب و آموزش دادن سوارکاری به فرزندان خود پرداختند. اسب‌های آنان به بین‌النهرین نیز صادر می‌شد.
در دوره‌های بعد و در هزارهٔ اول پیش از میلاد مسیح نیز پرورش اسب ادامه پیدا کرد. از دوران حکومت‌های مادها، هخامنشیان، اشکانیان و ساسانیان حکاکی‌ها و حجاری‌هایی از اسب‌ها به جای مانده که از اهمیت این حیوان در این دوران حکایت دارد. دشت‌های بیستون، ماهیدشت، چمچمال و کوهدشت در استان‌های کرمانشاه و شمال استان لرستان محل پرورش اسب بوده‌اند. از دشت نسا به عنوان مهم‌ترین مرکز پرورش اسب در زاگرس یاد شده که اسب‌های پرورش‌یافتهٔ آن «اسب نسایی» نامیده می‌شد و باور بر این است که باید آن را ریشهٔ اسب‌های کُرد امروزی دانست.
در سنگ‌نگارهٔ تاق بزرگ در مجموعهٔ تاق بستان در کرمانشاه، سوارکاری به همراه اسب خود حجاری شده که عده‌ای آن را بهرام و عده‌ای دیگر آن را خسرو پرویز و اسب را نیز همان شبدیز دانسته‌اند.

## پراکندگی

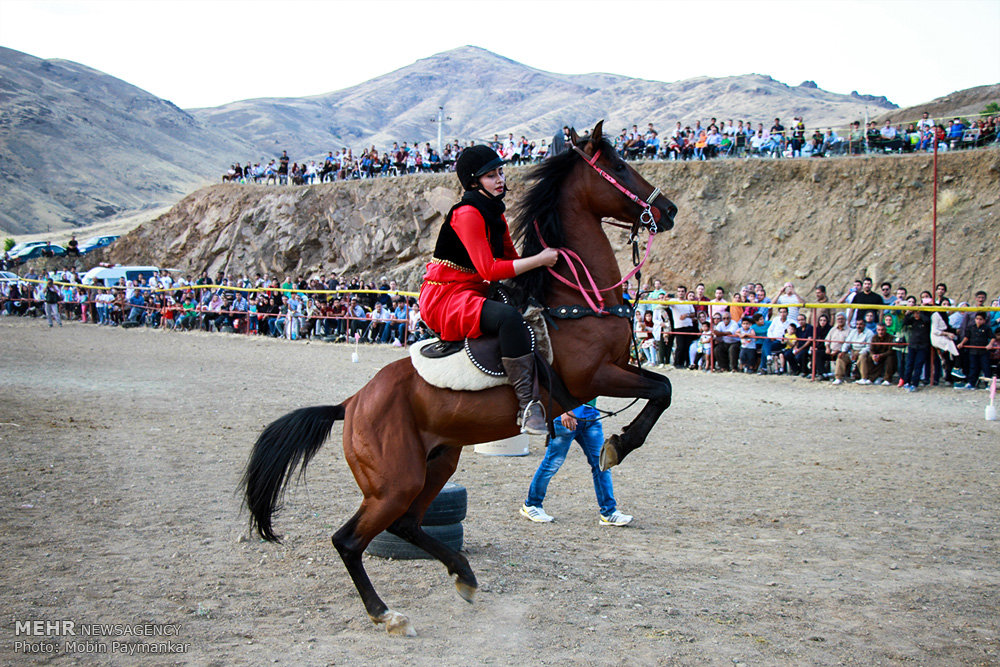

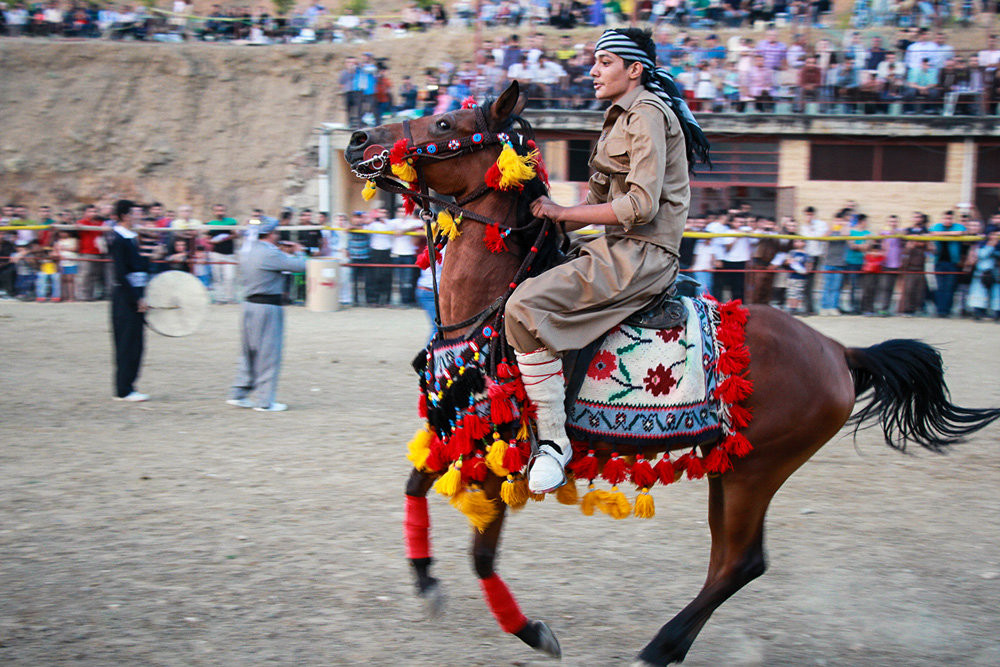

اسب کرد در سراسر سرزمین کردستان در چهار کشور ایران، عراق، سوریه و ترکیه زیست می‌کند. با این وجود استان کرمانشاه منشأ و محل اولیهٔ زیست آن به‌شمار می‌آید.
تا تیرماه ۱۴۰۱ جمعیت اسب نژاد کُرد در استان کرمانشاه بین ۶ هزار تا ۸ هزار رأس برآورد شده و گفته می‌شود که این رقم با احتساب اسب‌های پراکنده به حدود ۱۰ هزار رأس نیز می‌رسد.
در ایران علاوه بر استان کرمانشاه در استان‌های ایلام، کردستان، لرستان، آذربایجان غربی و همدان نیز جمعیت قابل توجهی از اسب کُرد وجود دارد. علاوه بر این از طریق خرید و فروش و پرورش هم‌اکنون استان‌های دیگر مانند تهران، اصفهان، زنجان و … نیز دارای شمار قابل توجهی اسب کُرد هستند.

## گونه‌های اسب کُرد
اسب کُرد دارای سه گونهٔ افشار، جاف و سنجابی است.
گونهٔ افشار به اسب‌های باستانی شباهت دارد. گونهٔ جاف به خاطر زیبایی صورت شهرت دارد.

## ویژگی‌های ظاهری
مهم‌ترین ویژگی ظاهری اسب نژاد کُرد دم برافراشتهٔ اوست که در زمان حرکت آن را بالا نگاه می‌دارد. اسب کُرد سری رو به بالا، پوزه‌ای دراز، صورتی آرام و اخم‌آلود با ستیغ گونه‌های بلند، عضلات سینهٔ مشخص، گردن قوی و عضلانی، پاهایی کوتاه و مقاوم دارد. چشمان آن در زمان استراحت خوابیده و در زمان حرکت براق است.
اسب کُرد برای مسابقات استقامت مناسب است و همچنین از آن با عنوان بهترین اسب برای ورزش چوگان و نیز برای کلاس آموزش پرش یاد می‌شود. اسب کُرد استقامت بالایی برای طی مسیرهای طولانی و نیز طی مسیر در کوهستان دارد.
در رابطه با ویژگی‌های رفتاری اسب کُرد از وی به عنوان اسبی آرام، صبور، بانفس، سخت‌کوش و شجاع یاد شده‌است. گونهٔ جاف سر و صورت زیبایی دارد و اندکی به اسب عرب شبیه است.

## اختلاط با نژادهای دیگر
به گفتهٔ محمدتقی ابراهیم‌پور پرورش دهندگان ایرانی در گذشته از اسب کُرد برای افزایش نیرومندی و بالابردن توان اسب خود استفاده می‌کرده‌اند.
همچنین در تولید اسب تراکینر که در خون آن از یک نژاد شرقی هم نام برده شده، از اسب کُرد استفاده شده‌است. به همین دلیل میان این دو نژاد اسب مشابهات اندام‌شناسی بسیاری وجود دارد.

## ثبت در میراث ملی

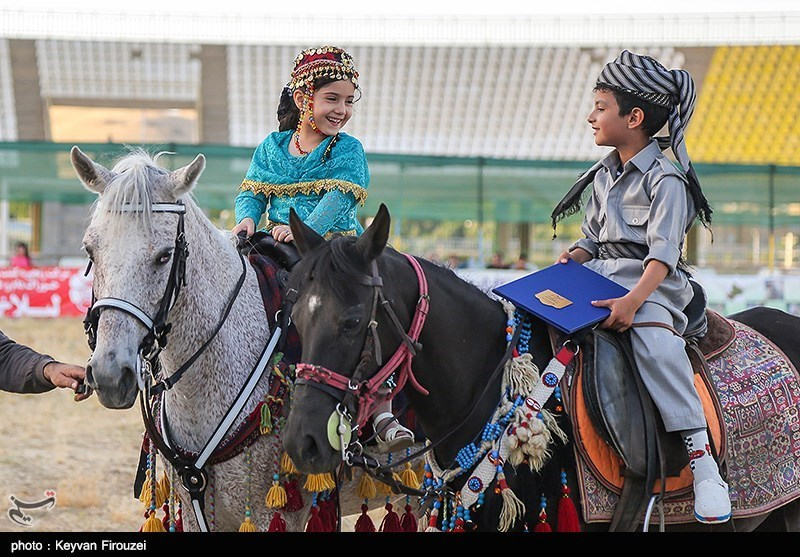

اسب نژاد کُرد در پرونده‌ای با عنوان «آیین‌های سنتی اسب کُرد» طی نشست شورای ثبت ملی آثارِ وزارت میراث فرهنگی، گردشگری و صنایع دستی در روز ۱۹ دی ۱۴۰۱ در فهرست آثار ملی ایران ثبت شد. همچنین پروندهٔ ثبت آن در فهرست میراث جهانی یونسکو نیز صورت پرونده‌ای مشترک بین کشورهای ایران، عراق، ترکیه و سوریه با محوریت استان کرمانشاه با عنوان «دانش و مهارت پرورش و نگهداری اسب کُرد» در حال تکمیل است. در اردیبهشت ۱۴۰۲ سرپرست میراث فرهنگی استان کرمانشاه از آغاز تدوین پروندهٔ ثبت جهانی اسب کُرد خبر داد و اعلام کرد که با توجه به محدود بودن سهمیهٔ هر کشور برای ثبت میراث جهانی، این پرونده به صورت مشترک با کشور عراق ثبت خواهد شد و نیازمند ثبت ملی اسب کُرد در فهرست میراث ملی عراق است که با پیگیری میراث فرهنگی کرمانشاه در حال انجام است.

## اقتصاد
در سال ۱۳۵۰ میدان اسب‌دوانی کرمانشاه به عنوان سومین میدان اسب‌دوانی در ایران ساخته‌شد که سبب رونق مسابقات اسب‌دوانی و پرورش اسب کُرد شد و فعالیت آن تا سال ۱۳۷۹ ادامه داشت، با این وجود این میدان از سال ۱۳۷۹ غیرفعال شد و از سال ۱۳۸۱ زمین آن به ساخت مجموعه ورزشی پانزده خرداد اختصاص داده‌شد و از آن زمان کرمانشاه فاقد میدان اسب‌دوانی بوده‌است.
در ۲۱ مهر ۱۳۸۵ رئیس اتاق بازرگانی و صنایع و معادن استان کرمانشاه اعلام کرد که تفاهم‌نامه‌ای میان این اتاق و استانداری کرمانشاه با یک شرکت استرالیایی به مدیریت فردی به نام آلن رایلی امضا شده که بر اساس آن یک انجمن بین‌المللی اسب کرد در استان کرمانشاه تأسیس شود که به صورت جهانی در زمینهٔ احیای تاریخچهٔ اسب کُرد و ثبت جهانی آن فعالیت کند. همچنین اعلام شد که با این شرکت استرالیایی تفاهم‌نامهٔ دیگری برای ساخت یک مجموعهٔ بین‌المللی گردشگری، پرورش اسب و برگزاری مسابقات اسب‌دوانی به ارزش بیش از ۱۲۰ میلیون دلار امضا شده‌است. در خرداد ۱۳۸۶ آلن رایلی مدیرعامل استرالیایی «شرکت بین‌المللی اسب کُرد» اعلام کرد که نمونه‌ها و آزمایش‌های دی‌ان‌اِی مربوط به ۱۱۰ اسب کُرد از استان کرمانشاه به مرکز تحقیقات ژنتیکی اسب استرالیا فرستاده و میکروچیپ‌گذاری شده که این مسئله سبب هویت‌بخشی به اسب کُرد در سطح جهان شده‌است.
با این وجود در حوزهٔ اقتصادی اسب کُرد در استان کرمانشاه از سال ۱۳۹۴ بود که تحولاتی رخ داد و مسئولان و سرمایه‌داران این استان روی صنعت اسب کُرد متمرکز شدند و اقداماتی انجام دادند تا برای بهره‌مندی اقتصادی، زنجیرهٔ اقتصادی مربوط به اسب کُرد را در استان کرمانشاه شکل دهند. در صنعت اسب حدود ۴۵ تا ۵۰ گرایش شغلی وجود دارد که برای پرورش و تأمین آن‌ها در داخل استان کرمانشاه تلاش می‌شود.
در کرمانشاه انجمنی با عنوان «انجمن صنفی اسب‌داران کرمانشاه» تأسیس شده‌است. این انجمن علاوه بر فعالیت‌های ورزشی، در زمینهٔ پرورش و نگهداری و نیز فروش و صادرات اسب کُرد فعالیت می‌کند. این انجمن توسط تعدادی از سرمایه‌داران و پرورش‌دهندگان اسب با هدف برندسازی و صادرات اسب کُرد به خارج از ایران تأسیس شده‌است. در دی ۱۴۰۱ دبیر این انجمن خواهان راه‌اندازی رشتهٔ پرورش اسب در دانشگاه رازی شد. در ۱۲ تیر ۱۴۰۲ عضو انجمن صنفی اسب‌داران استان کرمانشاه ضمن انتقاد از فقدان زیرساخت‌ها برای ورزش سوارکاری و صنعت پرورش اسب، از فعالیت این انجمن برای راه‌اندازی خانهٔ سوارکاری کرمانشاه و رایزنی برای احداث میدان سوارکاری در دهکدهٔ المپیک کرمانشاه خبر داد.
در ۱۷ تیر ۱۴۰۲ طی دیداری میان هیئت‌های تجاری و سرمایه‌داران استان کرمانشاه و استان‌های سلیمانیه، حلبچه و منطقهٔ گرمیان کردستان عراق در استانداری کرمانشاه که در حاشیهٔ جشنوارهٔ بین‌المللی اسب کُرد در کرمانشاه برگزار شد، توافق شد که به منظور رونق بازار اسب کُرد و توسعهٔ صنعت پرورش آن، یک بازارچهٔ مشترک در منطقه تأسیس شود.

## جشنواره‌ها
در اردیبهشت ۱۴۰۱ جشنوارهٔ اسب اصیل کُرد با حضور ۷۰ اسب در دو بخش شوی سواره و دست‌گردان در محل معبد آناهیتای کنگاور در استان کرمانشاه برگزار شد.
در شهریور ۱۴۰۱ همایش شوی سوارهٔ اسب کُرد با حضور ۴۰ سوارکار در شهرستان دیواندره استان کردستان برگزار شد.
در سال ۱۴۰۱ اعلام شد که برای برگزاری جشنوارهٔ بین‌المللی اسب کُرد در اوایل اسفند ۱۴۰۱ در کرمانشاه برنامه‌ریزی انجام می‌شود. با این وجود بعد از مدتی برگزاری آن به فروردین سال بعد موکول شد و در اواخر فروردین ۱۴۰۲ نیز سرپرست میراث فرهنگی استان کرمانشاه از مشخص نبودن زمان دقیق برگزاری آن خبر داد. پس از آن سرپرست میراث فرهنگی استان کرمانشاه در نیمهٔ اردیبهشت ۱۴۰۲ از برگزاری این جشنواره در نیمهٔ اول خرداد ۱۴۰۲ با حضور کشور عراق در بیستون خبر داد. با این وجود جشنواره باز هم به تأخیر افتاد و این بار به ماه تیر موکول شد. در ۵ تیر ۱۴۰۲ معاون ورزش و جوانان استان کرمانشاه علت تعویق‌های پیاپی این جشنواره را مخالفت سرمایه‌داران خصوصی ورزشگاه‌های ۱۵ خرداد و انقلاب کرمانشاه با برگزاری آن به دلیل آسیب زدن به زمین‌های چمن این دو مجموعه و همچنین مخالفت میراث فرهنگی با برگزاری آن در محوطهٔ تاریخی بیستون اعلام کرد. در نهایت در ۱۱ تیر ۱۴۰۲ معاون هماهنگی امور اقتصادی استانداری کرمانشاه از برگزاری جشنوارهٔ بین‌المللی اسب کُرد در مجموعهٔ ورزشی انقلاب کرمانشاه طی روزهای ۱۵ و ۱۶ تیر با حضور شرکت‌کنندگانی از سراسر ایران و ۲۴ میهمان از کردستان عراق اعلام کرد. در ۱۵ تیر ۱۴۰۲ برگزاری این جشنواره در ورزشگاه انقلاب کرمانشاه آغاز شد.
در روزهای ۱۳ و ۱۴ مهر ۱۴۰۳ مسابقات ملی زیبایی اسب اصیل کُرد با شرکت ۱۳۰ اسب و سوار از پنج استان به میزبانی روانسر برگزار شد.